# Почвени дървеници
Почвените дървеници (Cydnidae) са семейство насекоми от разред Полутвърдокрили (Hemiptera).
Таксонът е описан за пръв път от Густаф Юхан Билберг през 1820 година.

## Родове
- Aethus
- Amblyottus
- Brachypelta
- Byrsinus
- Canthophorus
- Chilocoris
- Cydnochoerus
- Cydnopeltus
- Cyrtomenus
- Dallasiellus
- Fromundus
- Geotomus
- Legnotus
- Macroporus
- Melanaethus
- Neostibaropus
- Orientocydnus
- Pachycnemis
- Rhytidoporus
- Tominotus
- Tritomegas